# Bernd Leno
Bernd Leno (sinh ngày 4 tháng 3 năm 1992) là một cầu thủ bóng đá chuyên nghiệp người Đức thi đấu ở vị trí thủ môn cho câu lạc bộ Fulham F.C. tại Premier League và Đội tuyển bóng đá quốc gia Đức.

## Thống kê sự nghiệp

### Câu lạc bộ
Tính đến ngày 29 tháng 10 năm 2023
| Câu lạc bộ          | Mùa giải            | Giải vô địch        | Giải vô địch | Giải vô địch | Cúp quốc gia | Cúp quốc gia | Cúp Liên đoàn | Cúp Liên đoàn | Châu lục | Châu lục | Tổng cộng | Tổng cộng |
| Câu lạc bộ          | Mùa giải            | Hạng đấu            | Trận         | Bàn          | Trận         | Bàn          | Trận          | Bàn           | Trận     | Bàn      | Trận      | Bàn       |
| ------------------- | ------------------- | ------------------- | ------------ | ------------ | ------------ | ------------ | ------------- | ------------- | -------- | -------- | --------- | --------- |
| VfB Stuttgart II    | 2009–10             | 3. Liga             | 17           | 0            | —            | —            | —             | —             | —        | —        | 17        | 0         |
| VfB Stuttgart II    | 2010–11             | 3. Liga             | 37           | 0            | —            | —            | —             | —             | —        | —        | 37        | 0         |
| VfB Stuttgart II    | 2011–12             | 3. Liga             | 3            | 0            | —            | —            | —             | —             | —        | —        | 3         | 0         |
| VfB Stuttgart II    | Tổng cộng           | Tổng cộng           | 57           | 0            | —            | —            | —             | —             | —        | —        | 57        | 0         |
| Bayer Leverkusen    | 2011–12             | Bundesliga          | 33           | 0            | —            | —            | —             | —             | 8        | 0        | 41        | 0         |
| Bayer Leverkusen    | 2012–13             | Bundesliga          | 32           | 0            | 2            | 0            | —             | —             | 6        | 0        | 40        | 0         |
| Bayer Leverkusen    | 2013–14             | Bundesliga          | 34           | 0            | 4            | 0            | —             | —             | 8        | 0        | 46        | 0         |
| Bayer Leverkusen    | 2014–15             | Bundesliga          | 34           | 0            | 4            | 0            | —             | —             | 10       | 0        | 48        | 0         |
| Bayer Leverkusen    | 2015–16             | Bundesliga          | 33           | 0            | 4            | 0            | —             | —             | 12       | 0        | 49        | 0         |
| Bayer Leverkusen    | 2016–17             | Bundesliga          | 34           | 0            | 1            | 0            | —             | —             | 7        | 0        | 42        | 0         |
| Bayer Leverkusen    | 2017–18             | Bundesliga          | 33           | 0            | 5            | 0            | —             | —             | —        | —        | 38        | 0         |
| Bayer Leverkusen    | Tổng cộng           | Tổng cộng           | 233          | 0            | 20           | 0            | —             | —             | 51       | 0        | 304       | 0         |
| Arsenal             | 2018–19             | Premier League      | 32           | 0            | 0            | 0            | 1             | 0             | 3        | 0        | 36        | 0         |
| Arsenal             | 2019–20             | Premier League      | 30           | 0            | 0            | 0            | 0             | 0             | 2        | 0        | 32        | 0         |
| Arsenal             | 2020–21             | Premier League      | 35           | 0            | 2            | 0            | 2             | 0             | 10       | 0        | 49        | 0         |
| Arsenal             | 2021–22             | Premier League      | 4            | 0            | 1            | 0            | 3             | 0             | —        | —        | 8         | 0         |
| Arsenal             | Tổng cộng           | Tổng cộng           | 101          | 0            | 3            | 0            | 6             | 0             | 15       | 0        | 125       | 0         |
| Fulham              | 2022–23             | Premier League      | 36           | 0            | 1            | 0            | 0             | 0             | —        | —        | 37        | 0         |
| Fulham              | 2023–24             | Premier League      | 10           | 0            | 0            | 0            | 0             | 0             | —        | —        | 10        | 0         |
| Fulham              | Tổng cộng           | Tổng cộng           | 46           | 0            | 1            | 0            | 0             | 0             | —        | —        | 47        | 0         |
| Tổng cộng sự nghiệp | Tổng cộng sự nghiệp | Tổng cộng sự nghiệp | 437          | 0            | 24           | 0            | 6             | 0             | 66       | 0        | 533       | 0         |

1. ↑  Bao gồm DFB-Pokal và Cúp FA
2. ↑  Bao gồm Cúp EFL
3. 1 2 3 4  Số trận ra sân tại UEFA Champions League
4. ↑  Số trận ra sân tại UEFA Europa League
5. ↑  Tám trận chơi tại UEFA Champions League, bốn trận tại UEFA Europa League
6. ↑  Số trận ra sân tại UEFA Europa League
7. ↑  Số trận ra sân tại UEFA Europa League
8. ↑  Số trận ra sân tại UEFA Europa League

### Quốc tế
Tính đến ngày 2 tháng 9 năm 2021
| Đội tuyển quốc gia | Năm       | Trận | Bàn |
| ------------------ | --------- | ---- | --- |
| Đức                | 2016      | 3    | 0   |
| Đức                | 2017      | 3    | 0   |
| Đức                | 2020      | 2    | 0   |
| Đức                | 2021      | 1    | 0   |
| Tổng cộng          | Tổng cộng | 9    | 0   |